# 東京女子体育大学の人物一覧
東京女子体育大学（とうきょうじょしたいいくだいがくのじんぶついちらん）は、東京女子体育大学に関係する人物の一覧記事（東京女子体育短期大学に関係する人物については東京女子体育短期大学#大学関係者一覧を参照）。

## 大学関係者
- 鈴木清（引退学長・教育学者）
- 吉岡隆徳（元教授・元短距離選手）

## 著名な出身者

### スポーツ

#### 陸上競技
- 小菅亜由美（七種競技）
- 篠崎浩子（砲丸投げ）
- 渋沢奈保美（やり投げ）
- 橋本康子（マラソン）
- 依田郁子（ハードル）

#### 体操
- 坂下千津子
- 秋山エリカ
- 大塚裕子
- 川本ゆかり
- 松永里絵子
- 三澤樹知
- 原千華
- 日高舞
- 藤野朱美
- 村田由香里
- 山尾朱子
- 庄司七瀬
- 山本里佳

#### 野球
- 山田幸恵（高校野球指導者）

#### ソフトボール
- 増淵まり子（シドニー五輪銀メダリスト）
- 佐藤理恵（アテネ五輪銅メダリスト・北京五輪金メダリスト）
- 森さやか（東京五輪金メダリスト）
- 大川茉由

#### ソフトテニス
- 平田清乃（ソフトテニス選手）
- 山下ひかる（ソフトテニス選手）

#### サッカー
- 増田亜矢子
- 加藤與恵（日テレ・ベレーザ：コーチ）
- 田邊友恵
- 鈴木玲美
- 北本綾子（オルカ鴨川FC：GM）
- 森田牧子
- 木龍七瀬（岡山湯郷Belle）

#### バレーボール
- 大内志織
- 三橋聡恵
- 榊原美沙都
- 志智真梨奈
- 杉郁香
- 佐々木千紘（ヴィクトリーナ姫路）

#### ハンドボール
- 青戸あかね
- 門谷舞
- 藤井紫緒

#### ラグビー
- 松永美穂（女子ラグビー選手）

#### 水球
- 有馬優美

#### 自転車
- 今井美穂（自転車競技選手）

#### 競輪
- 増茂るるこ
- 尾崎睦 ※元ビーチバレー選手
- 板根茜弥
- 太田りゆ ※休学
- 鈴木美教（中退）
- 保立沙織

#### ボクシング
- 佐山万里菜
- 天空ツバサ
- 天心アンリ

#### 柔道
- 田辺陽子（柔道選手）

#### その他スポーツ
- 田中千景（スピードスケート：ショートトラック選手）
- 池田（原田）めぐみ（フェンシング選手）
- 長谷場久美（ウエイトリフティング選手）

### 芸能
- 左幸子（女優）
- 左時枝（女優）
- 根本由美（女優）
- 花井瑠美（女優・元レースクイーン・元新体操選手）
- しまざき由理（歌手）
- EPO（シンガーソングライター）※中退
- 米田やすみ（アナウンサー）※元フィギュアスケート選手
- 長沢美月（モデル・タレント）
- ほんまかよこ（グラビアアイドル）
- TOY（お笑いコンビ）
- 松野ちか（おかあさんといっしょ：たいそうのおねえさん）

### 実業家
- 馬場加奈子（学生服リユース「さくらや」創業者）